# 스마트워치

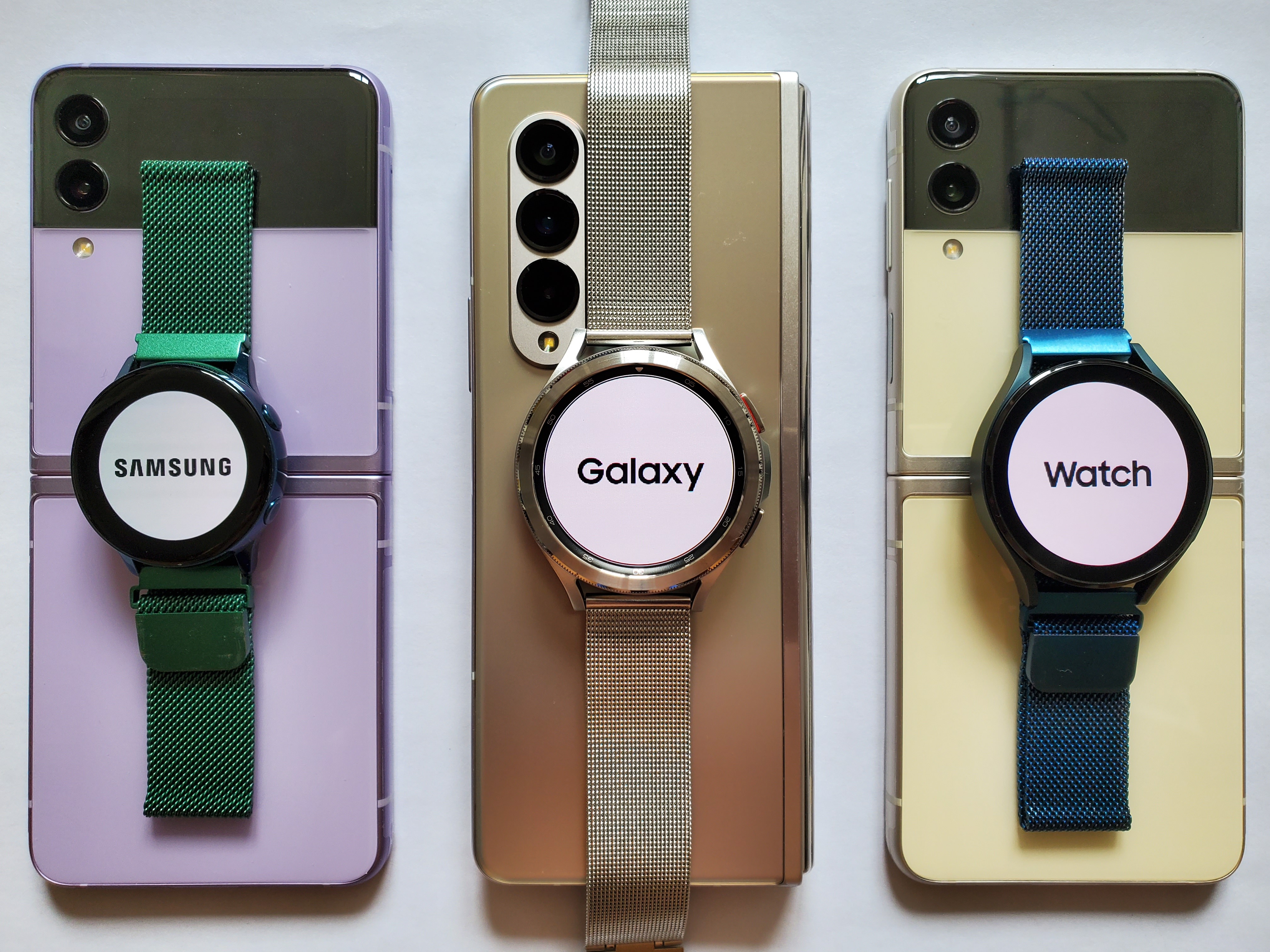
삼성 갤럭시 워치 시리즈

스마트워치(영어: smartwatch)는 일반 시계보다 향상된 기능들을 장착하고 있는 임베디드 시스템 휴대용 시계를 말하며 거의 대부분 손목 시계의 형태이다. 종종 PDA와 그 기능 면에서 비교되기도 한다. 초기 모델은 기본적인 계산기 기능과 번역기 기능, 그리고 게임 기능을 갖고 있었고, 현재 스마트워치에 이르러서는 효과적으로 입거나 착용하는 컴퓨터로서의 역할을 담당할 것으로 기대된다. 많은 스마트워치들은 모바일 앱(application)을 구동하고, 어떤 것들은 모바일 운영 체제로 구동된다. 또한 FM 라디오 기능, 오디오나 비디오 파일 재생 기능 등 모바일 미디어 플레이어 기능을 가지고 있어, 이를 블루투스 기능을 통해 헤드셋으로 들을 수 있는 것도 있다.
스마트워치는 크게 연동형 스마트워치와 단독형 스마트워치로 나눌 수 있다. 이들은 공통적으로 카메라, 가속도계, 온도계, 고도계, 기압계, 나침반, 크로노그래프, 계산기, 휴대 전화, 터치스크린, GPS, 지도 표시, 인포메이션 그래픽, 컴퓨터 스피커, 달력 기능, 손목 시계, SD 카드 용량 장치 인식 기능과 재충전 배터리 등을 갖추고 있다.
연동형 스마트워치는 스마트폰과 연동을 편리하게 해서 동기화가 편리하다는 장점이 있지만, 스마트폰과 블루투스로 연결을 해야 제대로된 사용을 할 수 있다는 단점이 있다.
단독형 스마트워치는 연동형 스마트워치와는 달리 단독적으로 쓸 수 있게 무선 헤드셋, 마이크로폰, 통화/데이터용모뎀, SIM카드 슬롯 등의 자체통신 기능을 가지고 있다는 장점이 있는반면, 스마트폰과 동기화가 불가능하거나 까다롭다는 단점이 있다.
그 밖에 '스포츠워치'(sport watch) 도 있는데, 이는 각종 GPS 기능과 방수 기능, 칼로리 계산 기능 등 주로 훈련이나 다이빙, 야외 스포츠 전용으로 사용된다.
어떤 컴퓨터든지 데이터 처리와 기억 장치, 그리고 입출력 기능 등을 기본으로 하고 내외부의 센서로 정보를 수집한다. 또한 다른 기기나 컴퓨터를 통해서 데이터를 검색 제어한다. 또한 블루투스, 와이파이, GPS 같은 무선 통신을 지원한다.
휴대 전화 기능이 있는 시계나 와이파이 기능이 있는 시계의 경우처럼 “손목 컴퓨터”가 원격 시스템의 입출력 인터페이스의 역할을 하는 것도 가능하다.

## 역사
스마트워치의 역사를 알려면 1984년으로 돌아가서 Seiko에서 출시된 Seiko RC-1000손목밴드의 역사를 알아볼 필요가 있다. RC-1000손목 밴드는 컴퓨터와 인터페이스를 갖춘 최초의 세이코 모델이며, 1984년 세이코 엡손에 의해 개발되었고 칩에 의해 컴퓨터에 의해 구동되었다. 1998년에는 SteveMann은 최초의 Linux손목 시계를 발명했으며, 그는 2000년 2월 7일,IEEE ISSCC2000에서 "착용할 수 있는 컴퓨터"라는 이름을 붙였다. 그로부터 1년 뒤 삼성전자는 세계 최초의 시계 폰인 SPH-WP10을 출시했다. 돌출된 안테나, 단색 LCD스크린, 그리고 통합 스피커와 마이크를 가진 90분간의 통화 기능을 가진 삼성전자의 스마트워치였다. SteveMann이 Linux손목 시계를 "착용할 수 있는 컴퓨터"라는 이름을 붙였을 때, IBM은 리눅스를 운영체제로하는 손목 시계의 시제품을 보여 주었다. 이 스마트워치는 8MB의 메모리를 가지고 있으며 Linux2.2를 운영체제로 삼았고, 기능은 가속도계, 진동 메커니즘 및 지문 센서가 있었다. 3년 뒤, 2003년에는 Fossil은 팜 OS를 운영하는 손목 시계와 8MB의 RAM과 4MB의 플래시 메모리를 포함한 손목 시계를 출시했다. 이 손목시계는 160,160픽셀의 해상도를 가진 초소형 단색 디스플레이를 사용하였지만 실용적이지 않은 무게로 인해 비난 받았고, 결국 2005년에 중단되었다. 그에 맞서 마이크로소프트는 2003년에 SPOT 스마트 워치를 출시한다. SPOT스마트워치는 Smart Personal Objects Technology의 준말로써 마이크로소프트사의 기술을 시계에다가 접목시킨것이 특징이다. 하나의 특징으로 스마트워치의 웨어러블기술인 다른 장치와 상호 작용으로 연결이 가능한 것이 있다. 이렇게 다양한 스마트워치가 나오다가 2012년에 현재 스마트워치랑 가장 유사한 특징을 가진 스마트워치를 페블에서 출시하게 된다. 이 스마트워치는 페블 테크놀로지가 크라우드 펀딩 플랫폼, 킥스타터를 통해 펀딩하여 2012년 출시한 스마트워치이다. 페블 스마트워치는 백 라이트, 진동 모터, 자력계, 주변 조도 센서 및 3축 가속도계를 사용하며 Sharp에서 제조한 초소형 저전력 트랜지스터를 사용하여 32밀리미터 144×168픽셀의 흑백 및 흰색 메모리 LCD를 갖추고 있다.

### 2013년 이후
2013년이후에는 리서치 회사 《Current Analysis》의 소비자 기기 분석가 “Avi Greengart”는 "충분히 작아지고 가격 또한 충분히 저렴"해지고, 또한 많은 소비자가 착용하는 컴퓨터 장치와 호환되는 스마트폰을 각자 가지게 됨으로써 2013년은 《스마트워치의 해》가 될 것이라고 했다. 구글 글래스와 같은 착용하는 장치는 연간 60억 달러(미국 달러)의 가치가 있는 산업으로 발전할 것으로 보이며 따라서 2013년 7월 언론 보도에 의하면 이 시점에서 벌써 주요 가전 업체 대부분이 스마트워치 장치 관련 작업에 착수 중이라고 밝혔다. 스마트폰 연동 장치의 경우 최소 100달러(미국 달러) 정도일지도 모르나, 보통 스마트워치는 300 달러(미국 달러) 이상이 될 것으로 보이며, 여기에 데이터 요금이 더해질 것으로 보인다
2013년 7월 5일 시점에서 스마트워치 개발과 활용 관련 프로젝트를 추진하고 있는 회사의 리스트에는 에이서, 애플, 블랙베리, 폭스콘, 구글, LG전자, 마이크로소프트, 퀄컴, 삼성전자, 소니, 그리고 도시바다. (HP, HTC, 레노보, 그리고 노키아는 이 리스트에서 누락되어 있다). 비지니스 뉴스 웹 사이트 《Quartz》에 따르면 과학 기술 저널리스트 “Christopher Mims”는 2013년 7월 11일에 발표한 논문에서 “스마트워치의 미래”에 관하여 다음과 같이 주장했다.
- 스마트워치의 물리적 크기가 커지게 될지도 모른다.
- 발매 시점의 배터리 지속 시간이 3일 혹은 4일이라 할 경우 기능이 더 추가되면 배터리 지속 시간은 더욱 줄어드는데 이처럼 스마트워치 개발자들은 배터리의 짧은 지속 시간 때문에 앞으로도 계속 머리가 아프게 될 것이다.
- 스마트워치의 연구가 이루어짐에 따라 새로운 디스플레이 기술도 발명될 것이다.
- 스마트워치는 구글 글래스나 다른 착용 컴퓨터 제품들과 유사한 기능을 수행하기 때문에, 넷북이 밟아온 과정과 유사한 전철을 밟을 수도 있다. 그렇기에 스마트워치가 어느 정도 성공할지 예측할 수 없다[14].

《에이서》의 “S.T. Liew”는 영국 가젯 웹사이트 《Pocket-Lint》와의 인터뷰에서 다음과 같이 말했다. "... 나는 모든 소비자 회사들이 착용하는 컴퓨터 제품들을 주목해야만 한다고 봅니다. 착용하는 컴퓨터 제품은 새로운 것은 아닙니다. (너무 이른 시기에 등장해) 폭발적으로 확산되지 못했었습니다. 그러나 수십억 달러의 산업적 가치를 가지고 있습니다.".

## 기술

### 웨어러블 센서
웨어러블 센서는 의학, 스포츠, 보안 분야에서 널리 사용되고 있다. 웨어러블 센서는 비정상적이고 예측 불가능한 상황을 감지할 수 있으며 이러한 액티비티 트래커를 통해 생리학적 파라미터와 증상을 모니터링 할 수 있다. 이 기술은 입원 환자를 지속적으로 모니터링할 수 있게 함으로써 의료 서비스를 혁신해 왔으며. 환자의 체온, 심박 수, 뇌 활동, 근육 운동 및 기타 중요한 데이터를 통한 의료 감시는 이러한 추적자를 통해 전달될 수 있다. 게다가 스포츠 훈련에서도 착용 가능한 센서에 대한 수요가 증가하고 있다.

### 블루투스
전자 장비 간의 짧은 거리의 데이터 통신 방식을 규정하는 블루투스는, 개인용 컴퓨터에 이용되는 마우스, 키보드를 비롯해, 휴대전화 및 스마트폰, 태블릿, 스피커 등에서 문자 정보 및 음성 정보를 비교적 낮은 속도로 디지털 정보를 무선통신을 통해 주고 받는 용도로 타 기기와 스마트워치랑 연동하여 사용할 수 있는 기술이다.

## 상품으로 출시된 스마트워치

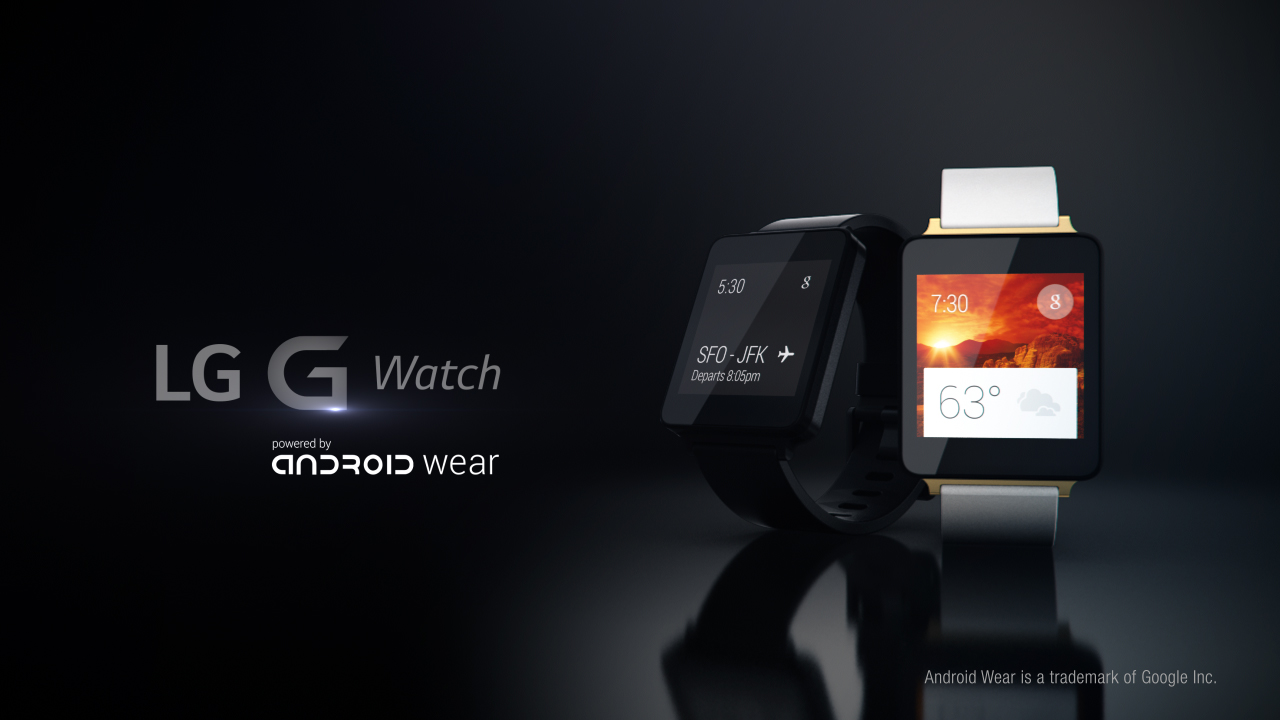
LG전자 스마트 워치

- 페블 E-페이퍼 워치: 페블 테크놀로지(Pebble Technology)의 스마트워치는 비디오 게임 기능, 시계 표시 디자인 변경 기능, 문자 메시지 기능, 전화 알림 기능이 특징이다. 이 기기는 문자 메시지와 전화에 블루투스를 사용하며, 배터리는 7일 지속된다. 이는 업데이트를 통해 2-3주 지속되도록 만들 수 있다고 한다. 2013년 7월 4일 시점에서 8만5천 대가 팔렸다[18].
- Fossil Wrist PDA: 2003년 공개된 Fossil, Inc.의 스마트워치는 Palm OS 4로 구동되며 8 MB 저장 메모리를 가지고 있다. 후속 제품으로 Fossil Wrist NET이 있다.
- Ruputer: 세이코의 손목 시계 컴퓨터로 2 MB 비 휘발성 저장 메모리를 가지고 있다. 후속 제품인 OnHand PC는 2006년 중단되었다.
- Timex Datalink: 1994년 소개된 Timex의 손목 시계 컴퓨터[19].
- 넵튠 파인(Neptune Pine):안드로이드 기반의 단독형 스마트워치. Neptune Computer Inc가 설계 개발한 스마트워치.
- Nike+ FuelBand와 NikeFuel 등: 스포츠워치. 칼로리 계산이나 GPS 기능 등이 있다.
- Garmin Forerunner: 2003년 소개되었다. 트라이애슬론, 달리기 주자들을 대상으로 만들어진 GPS 장착 스포츠워치.
- LG GD910(한정판): 터치 스크린과 방수 기능, 비디오 전화 기능을 갖춘 단독형 스마트워치이다. 또한 3G 통신을 지원하고, 블루투스도 지원하며, 목소리를 문자로 바꿔주는 기능도 탑재했다. 2009년 LG전자의 제품.
- 소니 스마트워치: 안드로이드 폰과 연결되는 연동형 스마트워치이며 트위터관련 기능과 SMS 기능 등을 가지고 있다. 대부분의 안드로이드 폰과 호환된다. 블루투스 지원
- 소니 스마트워치2[20]
- WIMM One: 2011년 11월 9일 공개된 스마트워치. 안드로이드 2.1로 동작한다. 30시간 배터리가 지속된다.
- 삼성 갤럭시 워치: 2018년 하반기에 출시되었으며 타이젠 기반으로 삼성 갤럭시 시리즈들과 블루투스로 연동되는 삼성전자의 연동형 스마트워치
- 모토롤라 Motoactv: 안드로이드 2.3.4로 동작되는 DJ모드 등을 탑재한 모토롤라의 스마트워치. 그러나 2013년 모토롤라에 의해 중지되었다.
- Strata MetaWatch: 2012년 공개된 Meta Watch, Ltd의 스마트워치.
- Kreyos[21].
- GEAK Watch: 2013년 7월 3일 판매 발표된 중국 제품[22].
- i'M Watch: 2013년 7월 12일 공개된 이탈리아 스마트워치[23].
- Casio WSD-F20 : 2017년 소비자 가전 전시회에서 발표한 제품으로[24]안드로이드 2.0을 운영체제로 하고있고, 와이파이기술과 블루투스기능이 탑재되어 있다.

## 같이 보기
- 착용 컴퓨터
- 갤럭시 기어
- LG GD910
- 구글 글래스
- 애플 워치
- 화웨이 워치

## 인용 문서
1. ↑  "Seiko Computer Watch Fun". Archived from the original on 24 October 2012. Retrieved 17 September 2010.
2. ↑  Japanese PCs (1984) Archived 7 July 2017 at the Wayback Machine. (14:05), Computer Chronicles
3. ↑  Canadian Patent 2275784, filed 1999 June 29, Issued 2000 Oct 24, Wristwatch-based videoconferencing system, by Steve Mann
4. ↑  Clarke, Peter (8 February 2000). "'Dick Tracy' watch watchers disagree". EE Times. Archived from the original on 29 September 2017.
5. ↑  Neil Hughes (21 March 2013). "The War For Your Wrist". happleinsider.com. Archived from the original on 18 October 2014. Retrieved 12 October 2014.
6. ↑  Shankland, Stephen (23 March 2001). "IBM clocks in with new Linux watch". Cnet.com. Archived from the original on 17 June 2011. Retrieved 15 September 2010.
7. ↑  McHugh, Josh. "Wrist-Top Revolution". Wired.com. Archived from the original on 3 August 2010. Retrieved 15 September 2010.
8. ↑  Sagan, Sasha. "Fossil Abacus Wrist PDA". PC World Reviews. Archived from the original on 23 September 2010. Retrieved 15 September 2010.
9. ↑  "Fossil Wrist PDA FX2008". TheTechLounge. 13 April 2005. Archived from the original on 17 July 2011. Retrieved 15 September 2010.
10. ↑  Jon Mentor (11 March 2013). "2004 Microsoft SPOT Watch". Smart Watch News. Archived from the original on 16 August 2014. Retrieved 22 July 2014.
11. ↑  "Pebble Teardown". iFixit. Archived from the original on 15 March 2013. Retrieved 19 March 2013.
12. ↑  Agence France-Presse (2013년 4월 1일). “Time is ripe for smart watches, say analysts”. 《NDTV Gadgets》. NDTV Convergence Limited. 2013년 7월 15일에 확인함.
13. 1 2  Christopher Mims (2013년 7월 5일). “Almost every major consumer electronics manufacturer is now working on a smart watch”. 《Quartz》. 2013년 7월 15일에 확인함.
14. ↑  Christopher Mims (2013년 7월 11일). “What I learned from researching almost every single smart watch that has been rumored or announced”. 《Quartz》. 2013년 7월 15일에 확인함.
15. ↑  Chris Hall (2013년 6월 14일). “Acer: We are looking at wearable, coming in 2014”. 《Pocket-lint》. Pocket-lint ltd. 2013년 7월 15일에 확인함.
16. ↑  Ermes, Miikka (January 2008). "Detection of Daily Activities and Sports With Wearable Sensors in Controlled and Uncontrolled Conditions". IEEE.
17. ↑  http://terms.tta.or.kr/dictionary/dictionaryView.do?word_seq=076521-1
18. ↑  Arthur, Charles (July 4th, 2013). “Dell eyes wearable computing move as PC business keeps slumping”. 4 July 2013에 확인함.
19. ↑  “Timex Corporation History”. 《Funding Universe》. Disqus. 1999. 2013년 7월 15일에 확인함.
20. ↑  “SmartWatch 2 SW2 Phone Remote - Sony Smartphones (Global UK English)”. Sony. 2013년 6월 25일에 확인함.
21. ↑  “KREYOS: The ONLY Smartwatch With Voice & Gesture Control”. Indiegogo. 2013년 6월 25일에 확인함.
22. ↑  “GEAK Watch – the First Android Smart Watch”. 《Watch Critic》. Watch Critic. 2013년 6월 24일. 2013년 7월 29일에 원본 문서에서 보존된 문서. 2013년 7월 23일에 확인함.
23. ↑  Florian Mihu (2013년 7월 12일). “I’m Watch worlds first Android-powered smart watch now available globally”. 《Pocketdroid》. Pocketdroid. 2013년 9월 6일에 원본 문서에서 보존된 문서. 2013년 7월 23일에 확인함.
24. ↑  By Paul Lamkin, Forbes. “The Top Smartwatches Of CES 2017 Archived 8 May 2017 at the Wayback Machine..” January 6, 2017. July 17, 2017.